# Heteronutarsus arenivagus
Heteronutarsus arenivagus är en bönsyrseart som beskrevs av Lucien Chopard 1955. Heteronutarsus arenivagus ingår i släktet Heteronutarsus och familjen Eremiaphilidae. Inga underarter finns listade i Catalogue of Life.